# Rachel Korn
Rachel (Rokhl) Häring Korn (Pidlisky, 15 de enero de 1898-Montreal, 9 de septiembre de 1982) fue una poeta y autora yidis. En total, publicó ocho colecciones de poesía y dos de prosa.

## Biografía
Korn nació en Galitzia o Galicia de los Cárpatos en una finca agrícola cerca de Pidlisky (ahora en Ucrania), y comenzó a escribir poesía a una edad temprana.
Al comienzo de la Primera Guerra Mundial, su familia huyó a Viena y regresó a Polonia en 1918. Fue en este año cuando aparecieron los primeros trabajos publicados de Korn, en Nowy Dziennik, un periódico sionista, y en Glos Przemyski, un periódico socialista. Estos artículos se publicaron en polaco, pero un año después publicó su primer poema yiddish en el Lemberger Tageblatt. Su reconocimiento creció con la publicación de sus primeros volúmenes de poesía: Dorf (Pueblo, 1928) y Royter mon (Amapolas, 1937). Su primera colección de prosa, Erd (Tierra), se publicó en 1936.
Tras la invasión alemana del este de Galicia en junio de 1941, Korn huyó a Uzbekistán, antes de trasladarse a Moscú, donde permaneció hasta el final de la guerra. Regresó a Polonia en 1946 y emigró a Montreal, Canadá en 1948.
La cuarta colección de poesía de Korn, Heym un heymlozikayt (Hogar y personas sin hogar), se publicó en 1948. Se quedó en Montreal, escribiendo poesía, hasta su muerte en 1982.

## Premios
- Premio Louis Lamed de poesía y prosa (1950 y 1958)
- Certificado de Honor del Jewish Book Council of America  (Consejo del Libro Judío de América) y Premio de Poesía Yiddish (1969)
- El premio H. Leivick (1972)
- Premio Itzik Manger del Estado de Israel (1974)